# Sebastian Münster

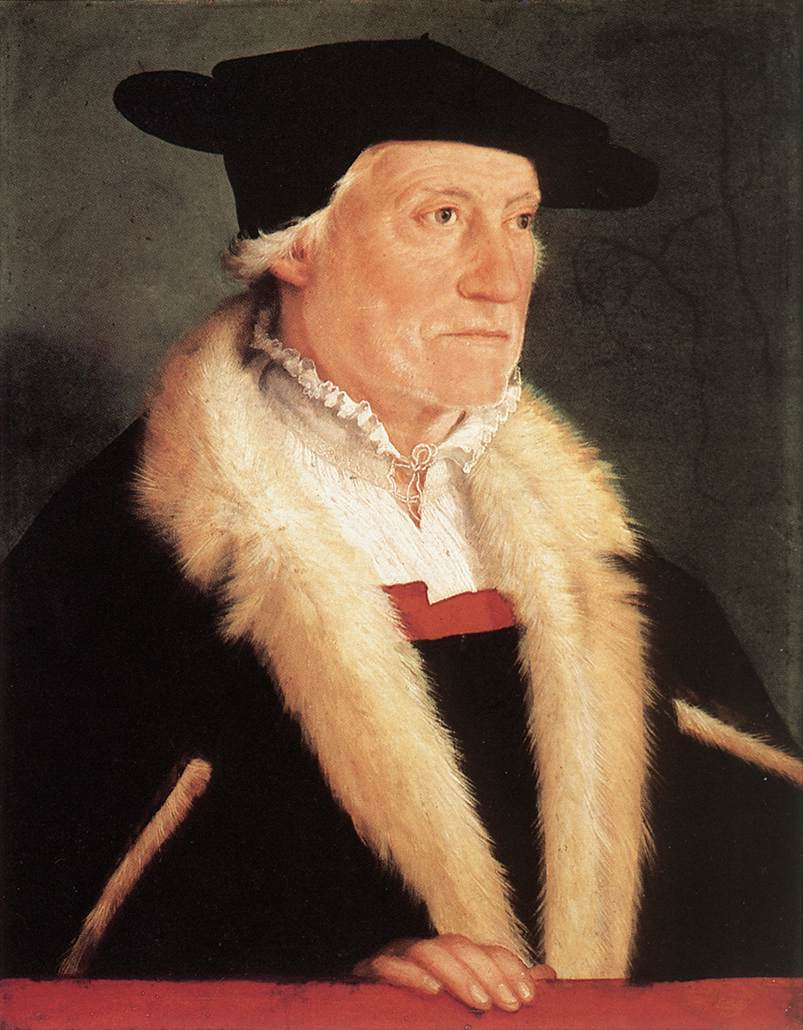
Sebastian Münster

Sebastian Münster, född 20 januari 1488 i Ingelheim am Rhein, död 26 maj 1552 i Basel, var en tysk orientalist, geograf och kartograf.
Münster var till en början medlem av franciskanorden, men anslöt sig senare till den lutherska reformationen. Han var 1524-27 professor i hebreiska och hovpredikant i Heidelberg samt blev 1528 professor i Basel. Han var den förste tysk, som utgav Gamla Testamentet på grundspråket hebreiska (två band, 1534-35). Bland hans arbeten märks främst det geografiska verket Cosmographia universalis (1544; 27:e upplagan 1650). Han avled till följd av pestsmitta.

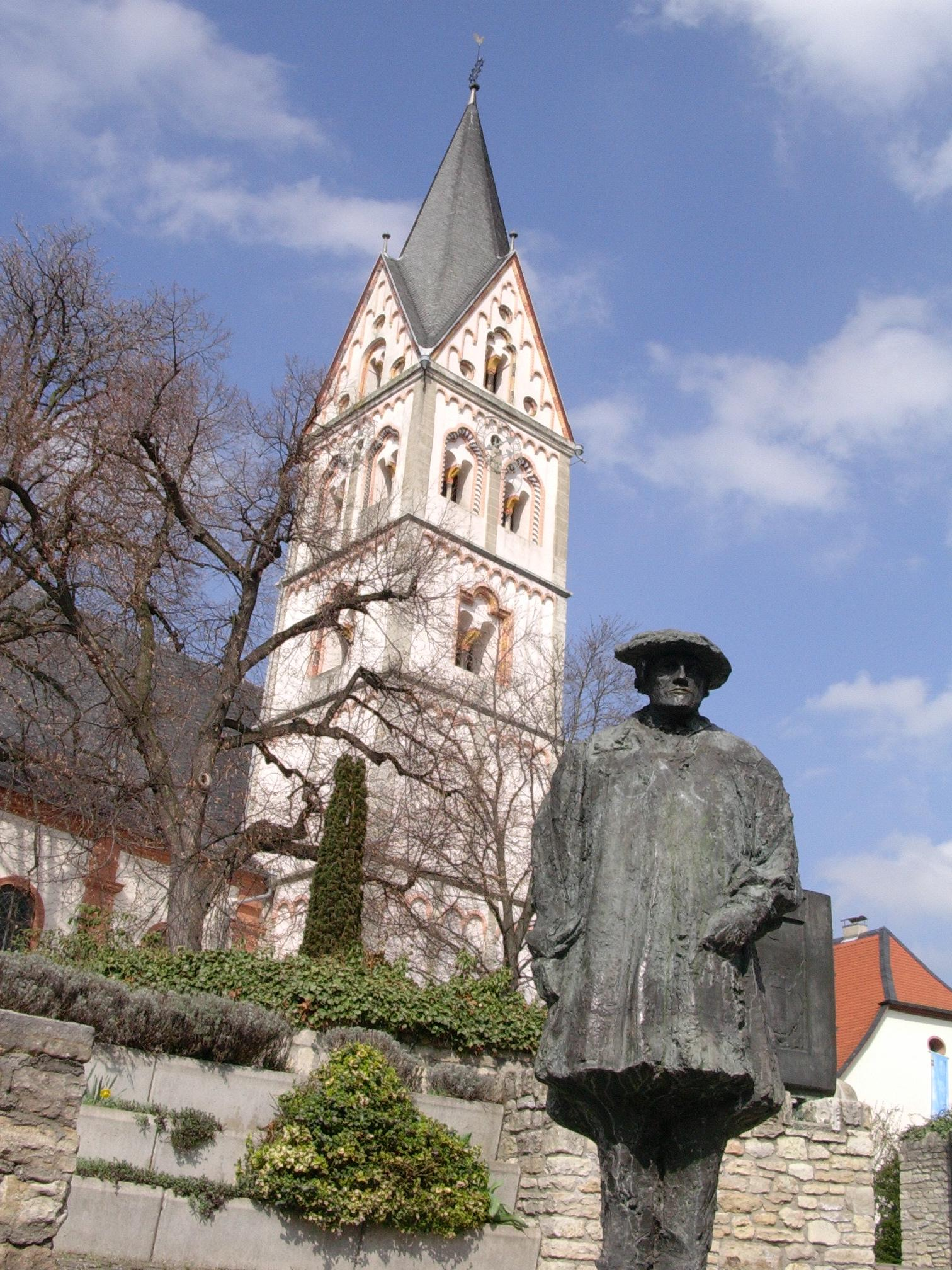
Staty av Münster framför St. Remigiuskyrkan, Ingelheim.
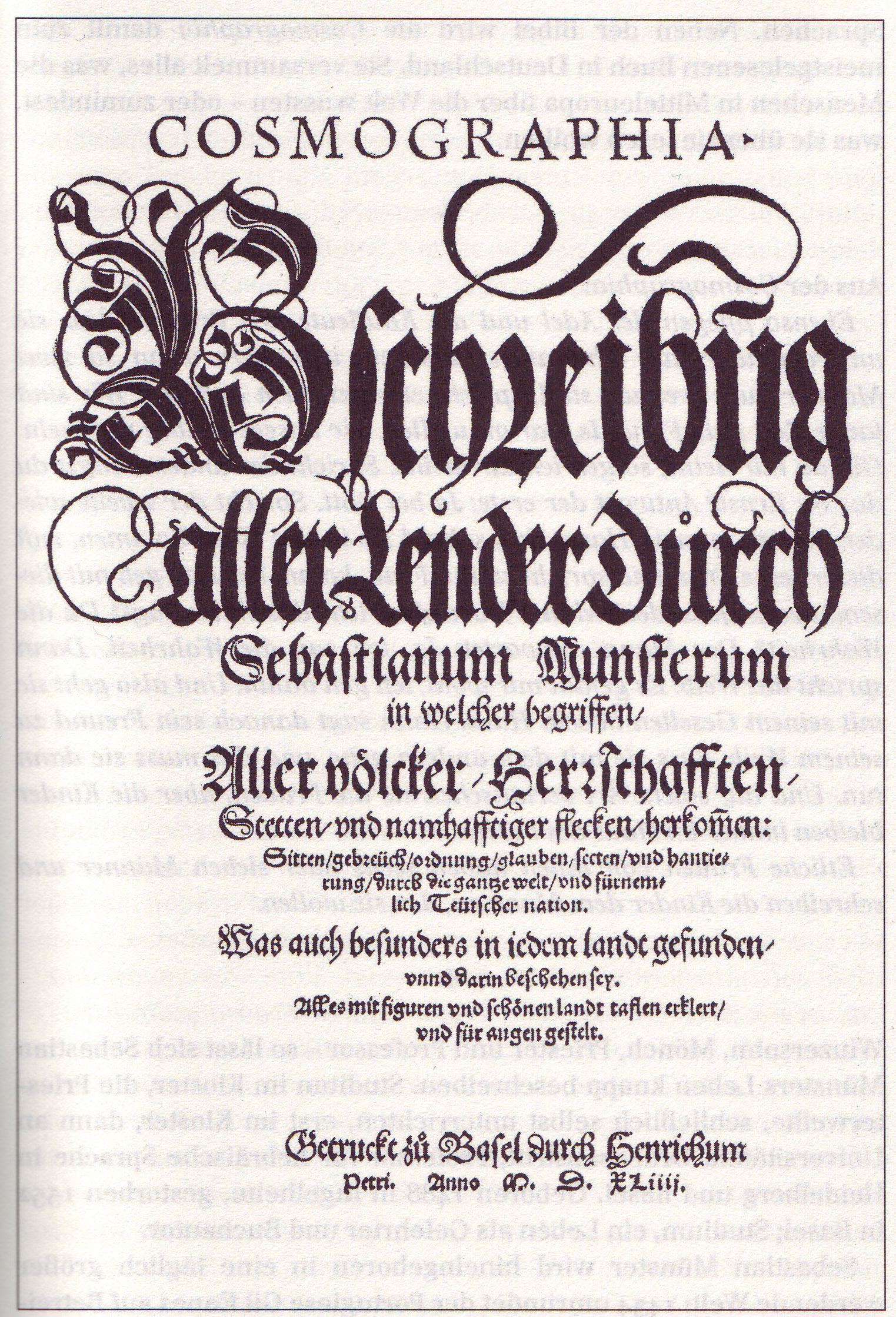
Titelblad till första upplagan av Cosmographia.
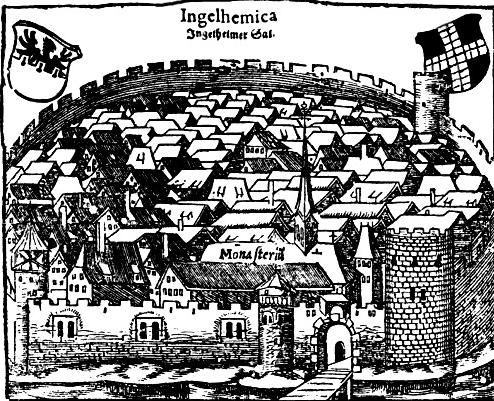
Hemstaden Ingelheim i Cosmographia.
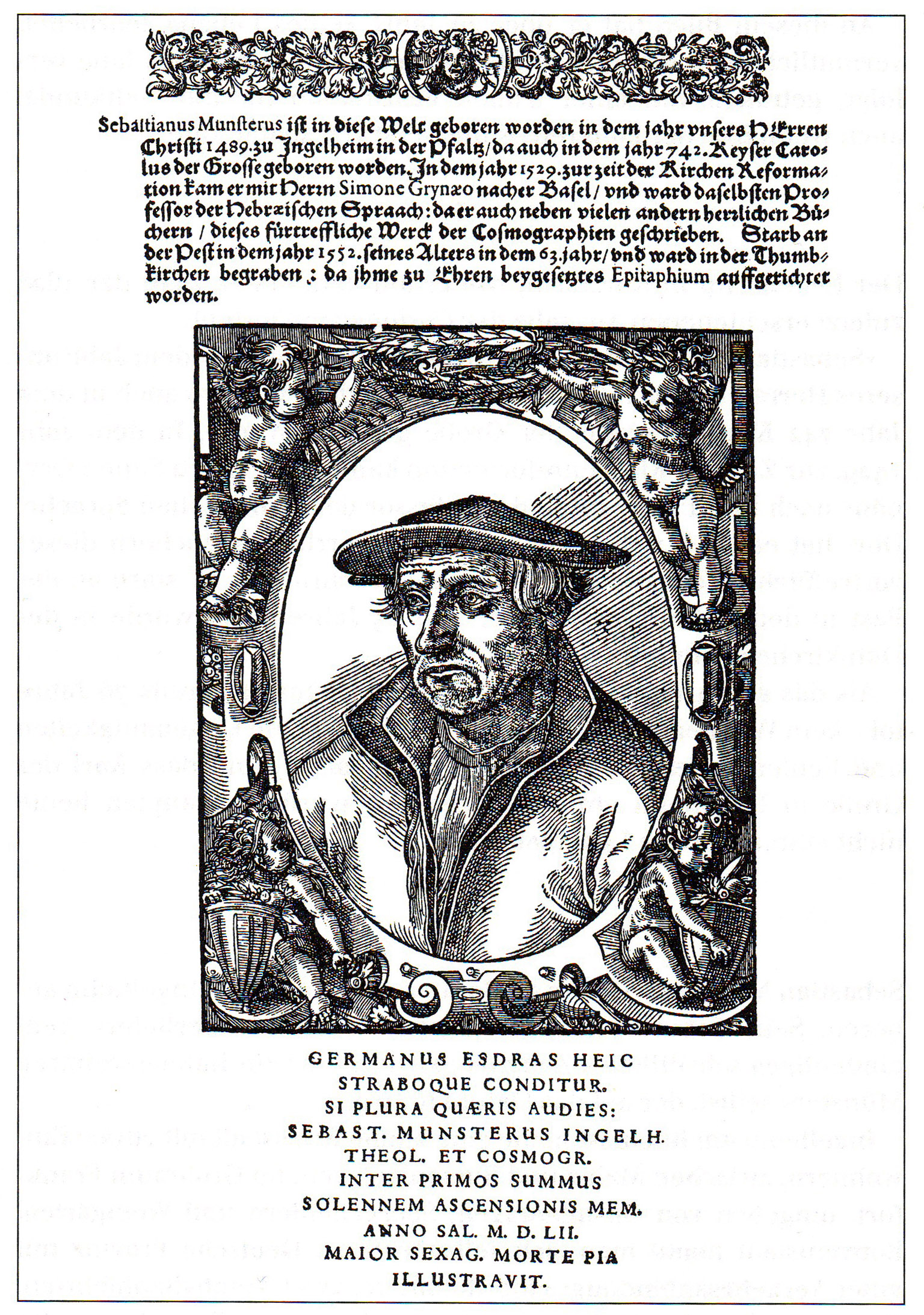
Porträtt av Münster, 1628 års upplaga.

## Fotnoter
1. ↑  “År efter wår Frälsares börd 1531 den 26 Januarii kändes en Jordbäfning nästan i hela Konungariket Portugal. Uti Lissabon räknades 1050 öfwerända kastade hus, och wid pass 600 så skadde, att de ej kunde bebos. Denna Jordbäfning warade 8 dagar, kom dageligen skiftewis igen, så att inbyggarne som hwar dag 7 eller 8 särskilte gånger funno sig utstälte för enahande lifsfara, nödgades fly utur Staden och uppehålla sig på Fältet under bar himmel uti köld och owäder.” (ur Cosmographia band II, tryckt i Basel 1550)